# مارك كاتس
مارك كاتس (بالإنجليزية: Mark Katz)‏ هو كاتب أمريكي، ولد في 28 ديسمبر 1963.